# Navio-hotel

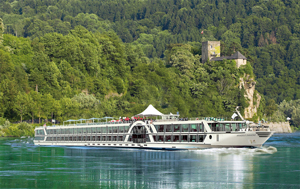
Navio-hotel alemão Amadeus Diamond

Um navio-hotel  é uma embarcação de passageiros, apta a desempenhar, temporária ou permanentemente, as funções de um hotel. Encontram-se aprestadas de quartos mobilados e outras comodidades, próprias dos hotéis, que as tornam capazes de acolher viajantes.
Os navios-hotel geralmente fazem deslocações durante o dia, rumo às atracções ou destinos divisados pelos viajantes, ao passo que o papel de hotel é desempenhado durante a noite, altura em que o navio ancora num determinado porto ou local.

## Portugal
Em Portugal, há uma história recente de navios-hotel, especialmente no que toca às rotas turísticas do rio Douro, no rio Guadiana e no rio Guadalquivir.
Com efeito, em 1996, a companhia  Douro Azul celebrou o primeiro contrato com uma operadora inglesa para a utilizar em exclusivo o, então, único navio-hotel a operar no rio Douro, com capacidade para 48 pessoas. Em 2011, engrossam-se as hostes de navios-hotel a circular no Douro, com o lançamento da embarcação "Douro Spirit", o primeiro navio-hotel boutique de luxo a navegar no Douro.
Em  2012, os estaleiros de Navalria reforçaram as frotas de navios-hotel em circulação no rio Douro.
Ulteriormente, em 2016, a construção de navios-hotel passa a ser realizada também nos estaleiros Navais de Viana do Castelo.
Em 2019, a Autoridade de Mobilidade e dos Transportes portuguesa, registou que o maior contributo para o crescimento do número de passageiros no turismo náutico em Portugal, se ficou a dever em larga parte aos passageiros de cruzeiro em navio-hotel.
Em 2021, a presença de navios-hotel em Portugal expandiu-se também à ria de Aveiro, com um navio-hotel, dotado de um restaurante de sushi especializado.
Em 2023, foi anunciada a construção de um terminal de dois pisos, dedicado a navios-hotel em Vila Nova de Gaia. 

## Países Baixos
Em junho de 2005, a corporação de habitação roterdamesa Woonbron comprou o antigo navio de passageiros SS Rotterdam do município de Roterdão. Após a compra, Woonbron transformou o navio em um hotel e restaurante. Aproximadamente sete anos depois, em 2012, Woonbron vendeu o navio-hotel para a cadeia de hoteis WestCord Hotels por uma quantia de quase 30 milhões de euros.